# Janez Potočnik
Janez Potočnik (* 22. března 1958) je slovinský a evropský politik. Od února 2010 do listopadu 2014 byl členem Evropské komise zodpovědným za životní prostředí. Od roku 2014 působí jako spolupředseda Mezinárodního panelu pro zdroje.

## Biografie
Janez Potočnik vystudoval s vyznamenáním Ekonomickou fakultu Univerzity v Lublani. Na stejné univerzitě získal v roce 1989 magisterský titul a v roce 1993 titul Ph.D.
V letech 1984 až 2001 by pracovníkem Ústavu pro makroekonomické analýzy a rozvoj v Lublani a od roku 1994 jeho ředitelem. V letech 1998 až 2004 byl hlavním slovinským vyjednavačem s EU o podmínkách vstupu do unie. Od roku 2001 byl členem slovinské vlády, z toho v letech 2002 až 2004 ministrem pro evropské záležitosti. V letech 1991 až 2004 působil také jako docent na Právnické fakultě Univerzity v Lublani.
Od roku 2004 byl členem Evropské komise, nejprve byl spolu s Günterem Verheugenem zodpovědný za rozšiřování EU v komisi vedené Romanem Prodim. Od listopadu 2004 byl komisařem pro vědu a výzkum v komisi, které předsedal José Manuel Barroso. Od února 2010 do 1. listopadu 2014 byl komisařem odpovědným za životní prostředí.
V roce 2014 byl jmenován na tříleté období členem a spolupředsedou Mezinárodního fóra zdrojů v rámci UNEP a také předsedou Fóra pro budoucnost zemědělství a také členem Strategické rady Evropského centra pro politiku.

## Ocenění
V květnu 2008 získal čestný doktorát na Královské univerzitě v Londýně, v roce 2009 získal čestný doktorát na Universitě v Ghentu. V roce 2013 získal cenu OSN Champions of the World.

## Rodina
Janez Potočnik je ženatý, se svou manželkou má dva syny.